# 9922 Catcheller
9922 Catcheller è un asteroide della fascia principale. Scoperto nel 1981, presenta un'orbita caratterizzata da un semiasse maggiore pari a 2,4010191 UA e da un'eccentricità di 0,2127353, inclinata di 1,61728° rispetto all'eclittica.